# Boheyr-e Yek
Boheyr-e Yek (persiska: بهیر یک, Būḩer) är en ort i Iran.   Den ligger i provinsen Khuzestan, i den centrala delen av landet, 500 km sydväst om huvudstaden Teheran. Boheyr-e Yek ligger 26 meter över havet och antalet invånare är 179.
Terrängen runt Boheyr-e Yek är mycket platt. Runt Boheyr-e Yek är det ganska tätbefolkat, med 144 invånare per kvadratkilometer. Närmaste större samhälle är Sheybān, 19,6 km söder om Boheyr-e Yek. Omgivningarna runt Boheyr-e Yek är i huvudsak ett öppet busklandskap.